# 伯理上陸紀念碑
伯理上陸紀念碑，全稱北米合眾國水師提督伯理上陸紀念碑，位於日本神奈川縣橫須賀市久里濱，是紀念馬修·培里率領黑船在此登陸上交國書，打破日本鎖國時期的紀念碑。

## 概述

### 黑船來航
1852年3月，馬修·培里就任美國東印度艦隊的司令官，被授予「日本開國」的指令。同年11月帶著米勒德·菲爾莫爾總統的親筆信函，從維吉尼亞州的諾福克港出航。1853年7月8日，艦隊在浦賀入港；7月14日應幕府的要求，從久里濱護衛培里一行上陸，培里轉交美國總統的親筆國書。培里沒有和幕府具體作開國協議，僅有提出開國的要求，幕府則表示希望能到明年再給予回答。1854年培里再訪日本，3月31日強迫幕府簽訂《日美和親條約》，標誌日本鎖國時期的結束。

### 紀念碑建立
1900年10月，退伍美國海軍少將比爾斯理（Lester A. Beardslee）重訪久里濱。比爾斯理之前在培里艦隊以少尉身分見證黑船來航，對當地沒有留下任何紀念物感到失望，向當地民間交流協會表達遺憾，協會因此決定建設紀念碑。1901年7月14日，紀念碑在日美兩國軍艦、日本首相桂太郎等來賓見證下，舉行盛大的揭幕式。碑文上書「北米合衆国水師提督伯理上陸紀念碑」，是由伊藤博文揮毫。

### 遭到拉倒
之後日美兩國關係卻不斷惡化，結果是1941年日本對美國開戰，太平洋戰爭爆發，紀念碑開始成為部分民眾反美情緒的宣洩目標。1944年，横須賀市的翼讚壯年團，向横須賀鎮守府長官提出破壞紀念碑的許可與協助請求，被鎮守府長官回絕。團員改尋求神奈川縣知事藤原孝夫同意，知事以「建碑的預算部份來自皇室的下賜金，需要宮内省同意」為由拖延回答。1945年2月4日，團員終於得到知事的同意。2月8日，翼讚壯年團找來當地的建築業者馬淵組協助執行，但發現用炸藥爆破同時也會毀損周遭民房，只好改成綁繩子將紀念碑拉倒。
巧合的是，2月16~17日美軍發動狂歡節作戰（Operation Jamboree），目標是摧毀關東地區的航空戰力與軍事設施，以支援硫磺島登陸。橫須賀因此遭到轟炸，「空襲是美軍對拉倒紀念碑的報復」的流言不脛而走，將紀念碑打碎的計畫也無疾而終。

### 戰後重建
戰後馬淵組的組員被叫到浦賀警察署，原本以為是要追究責任，到場後才發現是美軍指示要協助重建紀念碑，讓組員鬆了一口氣。在調查中藤原孝夫將拉倒紀念碑的責任攬到自己一人身上，不過最後沒有人被究責。重建過程在數名美國人監視下進行，有日語流利的美國人向好奇圍觀的小孩詢問「這是怎麼弄倒的？是哪些人弄倒的？」讓許多在場工作的日本人冷汗直流，紀念碑在1945年11月重建完成。
1947年7月14日，在美國海軍橫須賀基地司令官戴克（Benton Weaver Decker）、神奈川縣知事内山岩太郎見證下，在紀念碑前舉行培里登陸95周年記念活動，此活動演變成每年例行的久里濱培里祭。1954年記念碑周邊整建成公園，1987年培里記念館開幕，2007年記念碑成為横須賀市指定重要有形文化財。

## 外部連結
- ペリー上陸記念碑（横須賀市） （页面存档备份，存于）
- ペリー上陸記念碑（久里浜観光協会） （页面存档备份，存于）
- 久里浜海岸でペリー上陸記念碑除幕式が行われる（横須賀市） （页面存档备份，存于）